# Olímpic de Milet
Olímpic (Olympicus,  ̓Ολυμπικός), també anomenat de vegades Olimpíac (Olympiacus) encara que segurament de manera incorrecta, va ser un metge grec, nadiu de Milet, membre de l'Escola metòdica, una de les grans escoles de medicina del món grecollatí, encara que no seguia totes les seves doctrines. Va viure al segle i. Va ser mestre d'Apol·loni de Xipre. No era gaire ben considerat per Galè, que li va donar l'adjectiu de frívol i li va criticar alguns aspectes professionals.